# Джигжи
33°25′52″ пн. ш. 101°28′57″ сх. д. / 33.43105° пн. ш. 101.48253° сх. д.
Джигжи (кит. 久治县, пін. Jiŭzhì Xiàn, трансліт. Jigzhi) — один із повітів КНР у складі Голо-Тибетської автономної префектури, провінція Цинхай. Адміністративний центр — містечко Жугченсумдо.

## Географія
Джигжи лежить на висоті близько 3600 метрів над рівнем моря на північному сході Тибетського плато (гори Баян-Хара-Ула) у верхній течії Хуанхе.

### Клімат
Повіт знаходиться у зоні так званої «гірської тундри», котра характеризується кліматом арктичних пустель. Найтепліший місяць — липень із середньою температурою 10,6 °C. Найхолодніший місяць — січень, із середньою температурою -9,7 °С.
| Клімат повіту Джигжи    | Клімат повіту Джигжи | Клімат повіту Джигжи | Клімат повіту Джигжи | Клімат повіту Джигжи | Клімат повіту Джигжи | Клімат повіту Джигжи | Клімат повіту Джигжи | Клімат повіту Джигжи | Клімат повіту Джигжи | Клімат повіту Джигжи | Клімат повіту Джигжи | Клімат повіту Джигжи | Клімат повіту Джигжи |
| Показник                | Січ.                 | Лют.                 | Бер.                 | Квіт.                | Трав.                | Черв.                | Лип.                 | Серп.                | Вер.                 | Жовт.                | Лист.                | Груд.                | Рік                  |
| Середній максимум, °C   | 1,3                  | 2,9                  | 5,9                  | 9,5                  | 12,6                 | 14,8                 | 17,1                 | 17,1                 | 14,2                 | 9,8                  | 5,5                  | 2,4                  | 9,4                  |
| Середня температура, °C | −9,7                 | −7                   | −2,6                 | 1,7                  | 5,3                  | 8,5                  | 10,6                 | 9,9                  | 7                    | 2                    | −4,3                 | −8,6                 | 1,1                  |
| Середній мінімум, °C    | −18,5                | −15,3                | −9,2                 | −4,2                 | −0,3                 | 3,5                  | 5,4                  | 4,4                  | 2,1                  | −3,1                 | −11                  | −16,9                | −5,3                 |
| Норма опадів, мм        | 5.4                  | 9.1                  | 20.5                 | 40.9                 | 87.3                 | 138.0                | 133.5                | 117.2                | 109.5                | 59.5                 | 8.2                  | 3.3                  | 732.4                |
| Вологість повітря, %    | 52                   | 54                   | 58                   | 63                   | 69                   | 74                   | 75                   | 76                   | 76                   | 71                   | 60                   | 53                   | 65.1                 |
| ----------------------- | -------------------- | -------------------- | -------------------- | -------------------- | -------------------- | -------------------- | -------------------- | -------------------- | -------------------- | -------------------- | -------------------- | -------------------- | -------------------- |
| Джерело: data.cma.cn    |                      |                      |                      |                      |                      |                      |                      |                      |                      |                      |                      |                      |                      |